# Ophion pteridis
Ophion pteridis là một loài tò vò trong họ Ichneumonidae.